# Sclerocactus parviflorus
Sclerocactus parviflorus är en kaktusväxtart som beskrevs av Clover och Jotter. Sclerocactus parviflorus ingår i släktet Sclerocactus och familjen kaktusväxter. Inga underarter finns listade i Catalogue of Life.

## Bildgalleri

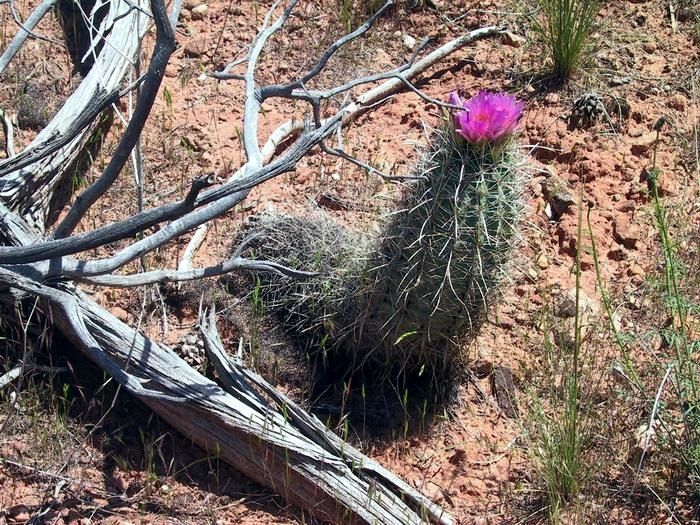
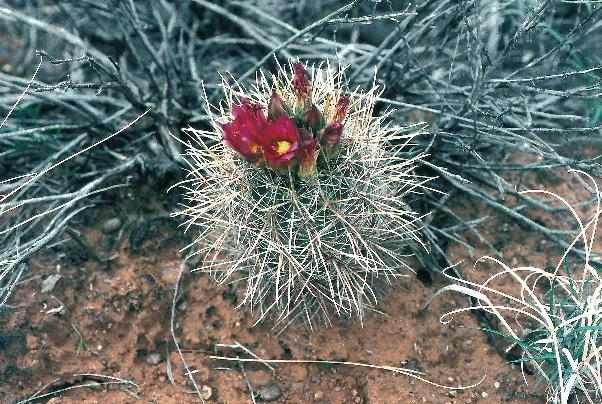
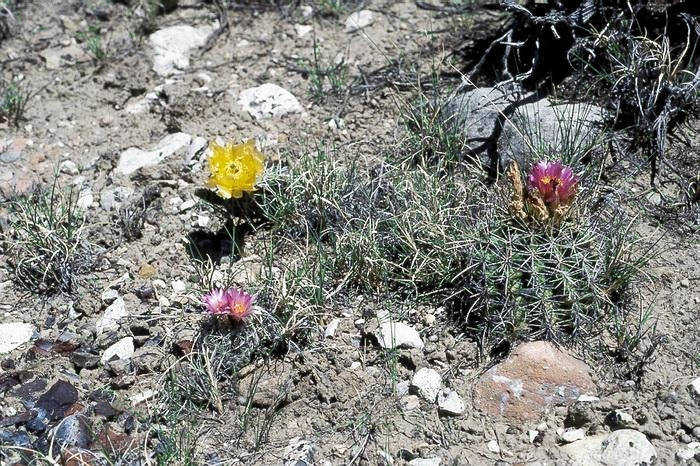
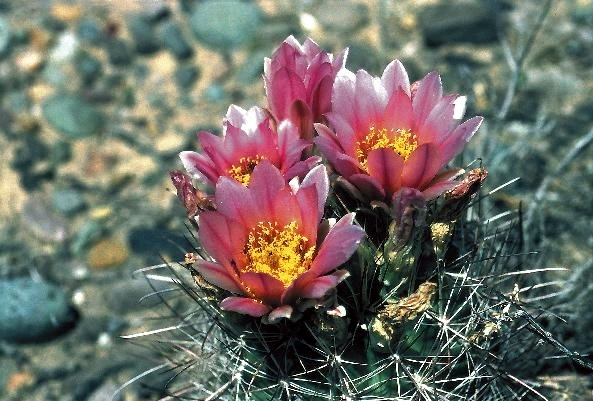
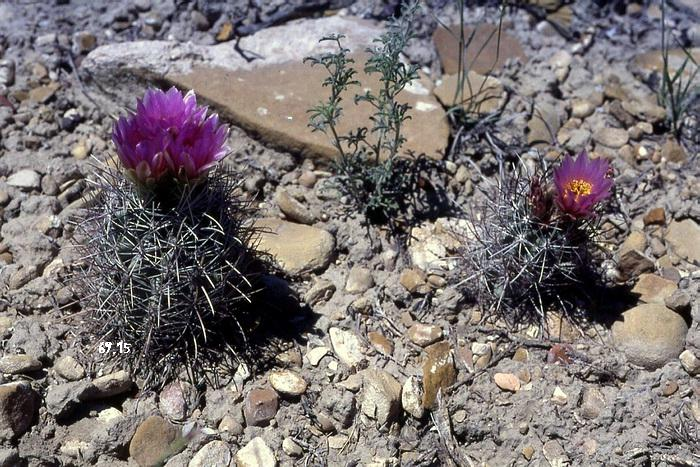
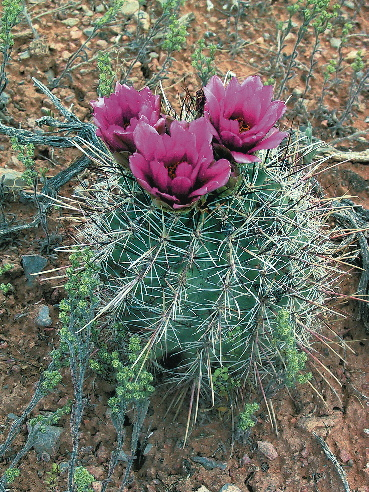